# 博尔戈 (上科西嘉省)
博尔戈（法語：Borgo，法語發音：[bɔʁɡo]），法国东南部城市，位于地中海的科西嘉岛上，是上科西嘉省的一个市镇，隶属于巴斯蒂亚区，其市镇面积为37.78平方公里，2022年1月1日时人口数量为10,102人，是该省人口第二多的市镇，在法国城市中排名第1,184位。
博尔戈位于上科西嘉省东部，比古利亚湖西南侧，其老城区位于一处山峦之上，距离省会巴斯蒂亚大约20公里；新城区则靠近海岸线的平原，多建成于20世纪后期。巴斯蒂亚－阿雅克肖铁路经过博尔戈并设有车站，巴斯蒂亚波雷塔机场的北半部分亦位于博尔戈市镇范围内。

## 地名来源
“博尔戈”一名与意大利语单词“borgo”相同，该名称来源于拉丁语单词“burgus”，意为“城镇、聚落”。意大利首都罗马亦有同名街区。

## 历史

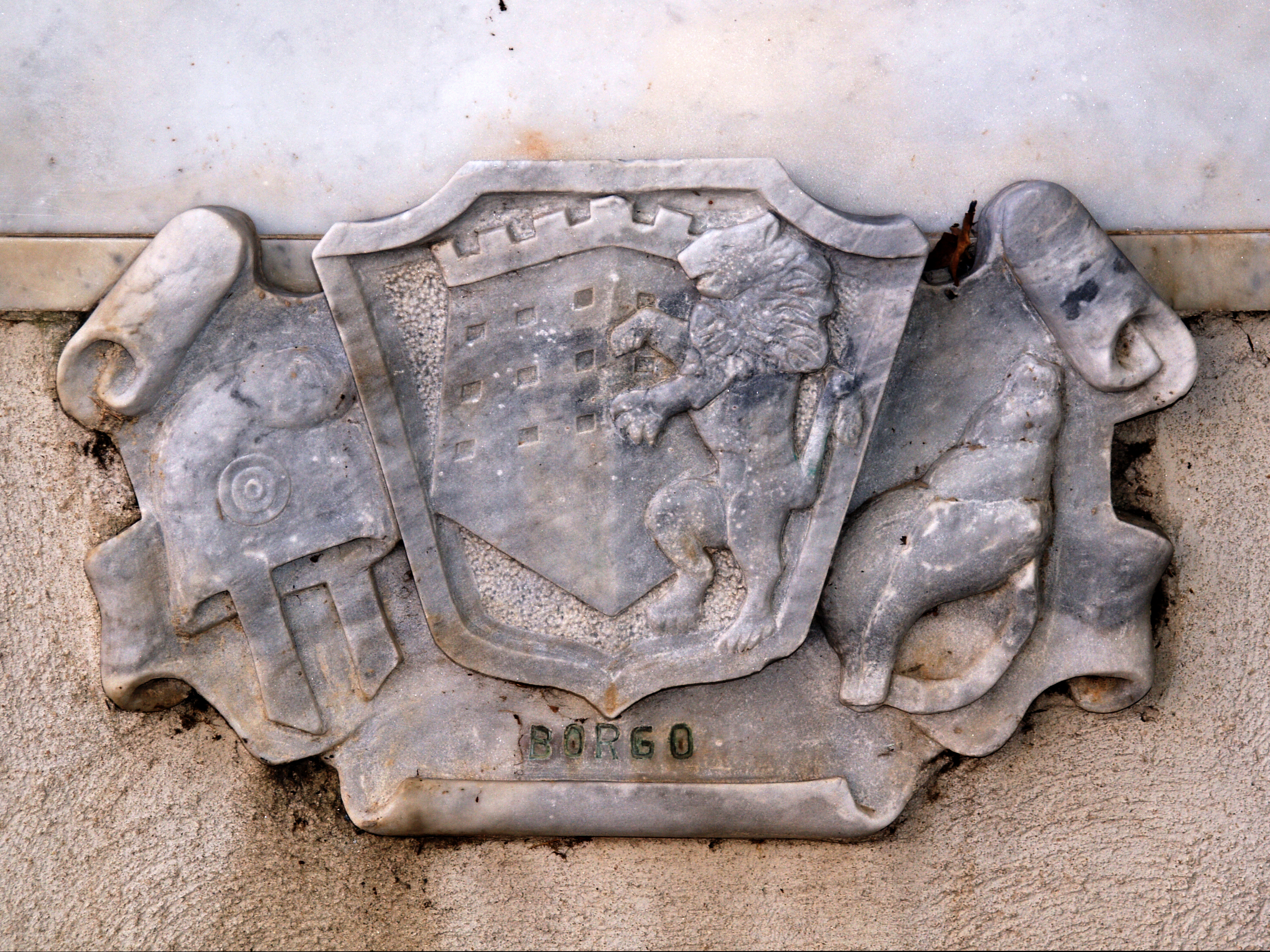
博尔戈印章

博尔戈附近的平原地区早在古典时期就已形成聚落。西罗马帝国灭亡后，博尔戈屡次遭遇外敌入侵，当地居民逐渐迁移至西侧的一处山丘之上。中世纪时，博尔戈长期为马拉纳一处普通农业村落。1768年10月，科西嘉共和国军队与法兰西王国军队在此展开博尔戈战役并获得胜利，但在次年的蓬泰诺沃战役中失败，此后博尔戈所在的科西嘉整体被划入法兰西王国。法国大革命后，博尔戈成为科西嘉省的一个市镇以及该省的一个县治。二战结束后，博尔戈市镇范围东部的部分区域被开辟建设巴斯蒂亚波雷塔机场，其附近区域逐渐发展成为居民区及旅游疗养景区，人口数量快速增加。1976年，科西嘉省一分为二，博尔戈被划入新成立的上科西嘉省。

## 地理

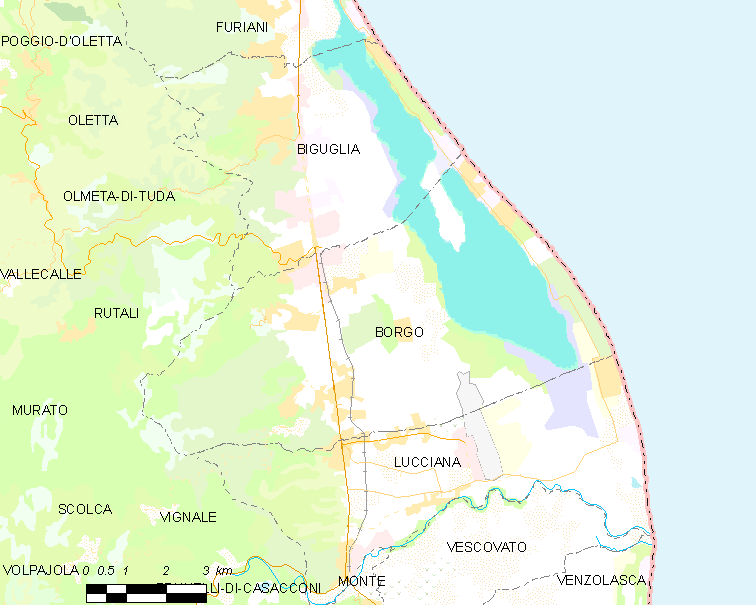
博尔戈市镇范围地图

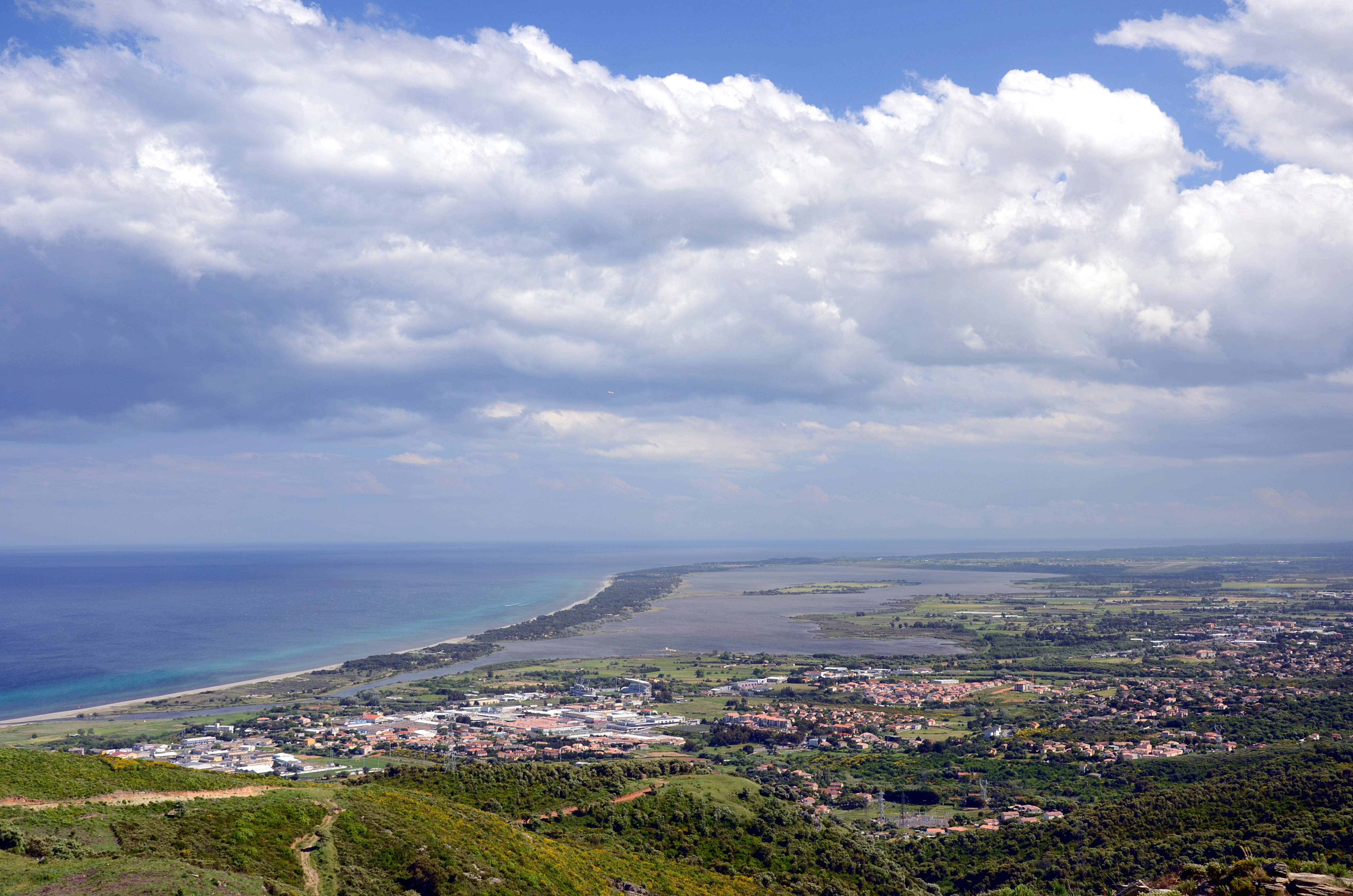
航拍比古利亚湖以及博尔戈新城部分

博尔戈位于法国东南部，科西嘉岛东北部和上科西嘉省东北部，距离省会巴斯蒂亚大约20公里。与博尔戈接壤的市镇包括：比古利亚、卢恰纳、维尼亚莱。

### 地形
博尔戈的市镇范围横跨两个迥然不同的地形区域：西侧为阿斯蒂山岭高原，以山地为主，地形复杂；东侧为戈洛河三角洲，地形平坦。博尔戈全境海拔在0到1,117米之间。

### 水文
比古利亚湖位于博尔戈境内东部，其南侧过半水域被博尔戈市镇环绕，北侧则通过贝万科河与地中海连通。

### 植被
博尔戈属于亚热带常绿硬叶林区，林地广泛分布于市区西部的山地地区以及东部的比古利亚湖畔。
在鲜花城市的评比中，博尔戈被评为3星级鲜花城市。

### 气候
博尔戈在柯本气候分类法中属于地中海气候，冬凉夏暖，雨热不同期。
巴斯蒂亚波雷塔机场设有气象站，以下为该气象站的数据：
| 巴斯蒂亚机场1981–2010年数据 | 巴斯蒂亚机场1981–2010年数据 | 巴斯蒂亚机场1981–2010年数据 | 巴斯蒂亚机场1981–2010年数据 | 巴斯蒂亚机场1981–2010年数据 | 巴斯蒂亚机场1981–2010年数据 | 巴斯蒂亚机场1981–2010年数据 | 巴斯蒂亚机场1981–2010年数据 | 巴斯蒂亚机场1981–2010年数据 | 巴斯蒂亚机场1981–2010年数据 | 巴斯蒂亚机场1981–2010年数据 | 巴斯蒂亚机场1981–2010年数据 | 巴斯蒂亚机场1981–2010年数据 | 巴斯蒂亚机场1981–2010年数据 |
| 月份                        | 1月                         | 2月                         | 3月                         | 4月                         | 5月                         | 6月                         | 7月                         | 8月                         | 9月                         | 10月                        | 11月                        | 12月                        | 全年                        |
| --------------------------- | --------------------------- | --------------------------- | --------------------------- | --------------------------- | --------------------------- | --------------------------- | --------------------------- | --------------------------- | --------------------------- | --------------------------- | --------------------------- | --------------------------- | --------------------------- |
| 历史最高温 °C（°F）         | 25.1 (77.2)                 | 25.6 (78.1)                 | 27.1 (80.8)                 | 25.4 (77.7)                 | 30.7 (87.3)                 | 35.7 (96.3)                 | 36.5 (97.7)                 | 38.3 (100.9)                | 34.3 (93.7)                 | 29.7 (85.5)                 | 28 (82)                     | 24 (75)                     | 38.3 (100.9)                |
| 平均高温 °C（°F）           | 13.6 (56.5)                 | 13.8 (56.8)                 | 15.6 (60.1)                 | 17.8 (64.0)                 | 22 (72)                     | 25.8 (78.4)                 | 29.1 (84.4)                 | 29.3 (84.7)                 | 25.8 (78.4)                 | 21.9 (71.4)                 | 17.4 (63.3)                 | 14.5 (58.1)                 | 20.6 (69.1)                 |
| 日均气温 °C（°F）           | 9.3 (48.7)                  | 9.4 (48.9)                  | 11.2 (52.2)                 | 13.3 (55.9)                 | 17.2 (63.0)                 | 20.9 (69.6)                 | 24.1 (75.4)                 | 24.4 (75.9)                 | 21.1 (70.0)                 | 17.6 (63.7)                 | 13.3 (55.9)                 | 10.4 (50.7)                 | 16 (61)                     |
| 平均低温 °C（°F）           | 5.1 (41.2)                  | 4.9 (40.8)                  | 6.7 (44.1)                  | 8.8 (47.8)                  | 12.4 (54.3)                 | 16 (61)                     | 19 (66)                     | 19.4 (66.9)                 | 16.5 (61.7)                 | 13.3 (55.9)                 | 9.2 (48.6)                  | 6.3 (43.3)                  | 11.5 (52.7)                 |
| 历史最低温 °C（°F）         | −4.6 (23.7)                 | −5 (23)                     | −3.8 (25.2)                 | 0.5 (32.9)                  | 3.1 (37.6)                  | 8.2 (46.8)                  | 10.2 (50.4)                 | 11.8 (53.2)                 | 7.6 (45.7)                  | 2.8 (37.0)                  | −0.5 (31.1)                 | −3.3 (26.1)                 | −5 (23)                     |
| 平均降水量 mm（）           | 67.4 (2.65)                 | 56.9 (2.24)                 | 59.8 (2.35)                 | 76.2 (3.00)                 | 49.6 (1.95)                 | 41 (1.6)                    | 12.6 (0.50)                 | 20.9 (0.82)                 | 81.1 (3.19)                 | 127.1 (5.00)                | 113.7 (4.48)                | 93 (3.7)                    | 799.3 (31.47)               |
| 月均日照時數                | 133.8                       | 157.5                       | 192                         | 214                         | 268                         | 295.6                       | 345.1                       | 304.2                       | 232                         | 175.8                       | 133                         | 128.2                       | 2,579.2                     |
| 来源：infoclimat            |                             |                             |                             |                             |                             |                             |                             |                             |                             |                             |                             |                             |                             |

## 行政区划
博尔戈是法国科西嘉大区上科西嘉省的一个市镇，编号为2B042。博尔戈隶属于巴斯蒂亚区和上科西嘉省选区，管理博尔戈县，同时也是马拉纳-戈洛市镇公共社区的组成部分。
法国国家统计与经济研究所（简称）在进行数据统计时，将博尔戈及相邻的另外5个市镇设为博尔戈城市核心区，并将包括核心区在内的周边共54个市镇划为巴斯蒂亚城市区。自2020年起，巴斯蒂亚城市区被包含93个市镇的巴斯蒂亚城市辐射区代替。此外，还将博尔戈市镇分为了2个“块区”（IRIS），以便于统计人口分布情况。

## 交通

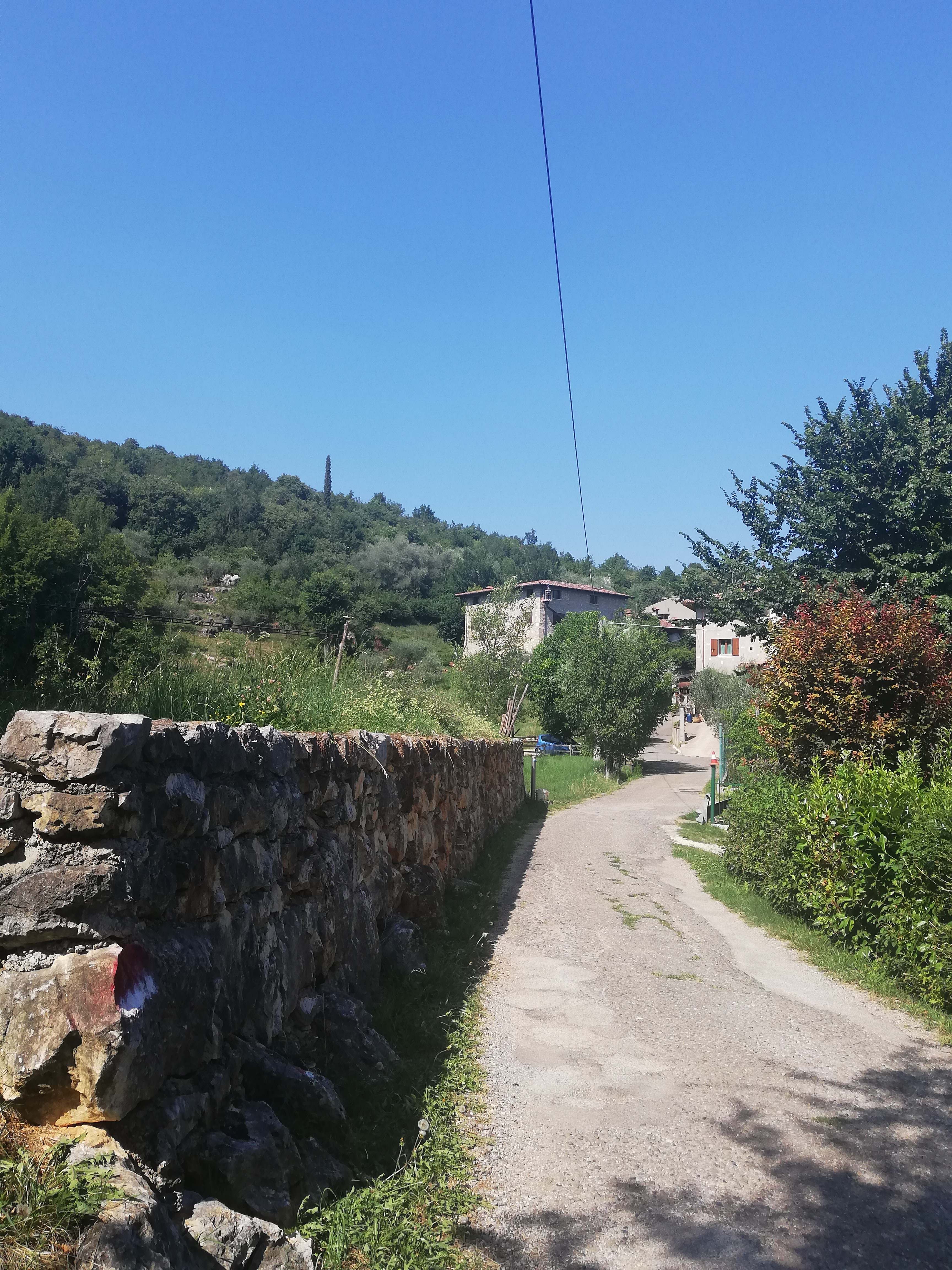
博尔戈附近的一条乡村道路

### 公路
科西嘉地方道路11线纵贯博尔戈境内，另有上科西嘉省省道D7线经过博尔戈。蓝色快线城际客运（Rapides Bleus）提供途径博尔戈，往返于巴斯蒂亚和韦基奥港之间的城际巴士线路。
2018年，62.1%的博尔戈家庭拥有至少一辆私人汽车。2019年，博尔戈境内共发生各类交通事故6起，造成8人受伤。

### 铁路
博尔戈位于巴斯蒂亚－阿雅克肖铁路上，该铁路在博尔戈境内设有博尔戈监狱站和博尔戈站，停靠巴斯蒂亚与阿雅克肖以及巴斯蒂亚与卡尔维之间的旅客列车。

### 航空
巴斯蒂亚波雷塔机场的部分跑道位于博尔戈市镇范围内。该机场开行前往巴黎、里昂、马赛、尼斯、非斯等地的固定航班。

### 城市公共交通
截至2021年12月，博尔戈暂无常规城市公共交通系统。博尔戈市政府为当地在校学生提供两条校车线路。

## 政治
博尔戈的现任市长为安娜-玛丽·娜塔莉女士（Anne-Marie Natali），她是共和党的一名成员，在2020年的市政选举中获得了100%的支持率（无其他候选人）。
在2017年的法国总统大选中，法国极右翼政党国民阵线主席玛丽娜·勒庞在博尔戈获得了68.42%的支持率。
| 博尔戈历届市长         |                                          |                             |
| 任期                   | 市长                                     | 党派                        |
| 1977年以前资料暂缺     |                                          |                             |
| 1977年－1983年         | Dominique Antoniotti 多米尼克·安东尼奥蒂 | 無黨籍                      |
| 1983至2001年间资料暂缺 |                                          |                             |
| 2001年－               | Anne-Marie Natali 安娜-玛丽·娜塔莉       | DVD右翼无党派人士 →LR共和黨 |

## 人口
2018年，博尔戈市镇人口数量为8,739，在法国排名第1,184位。其中男性4,466人，女性4,273人，75岁及以上人口占5.6%，外籍人口数量为2,035人，人口密度为231人/平方公里，当地居民被称为（男性）或（女性）。2019年，博尔戈境内出生112人，死亡人口54人。
| 年份   | 1936 | 1946 | 1954 | 1962 | 1968  | 1975  | 1982  | 1990  | 1999  | 2006  | 2011  | 2016  | 2018  |
| ------ | ---- | ---- | ---- | ---- | ----- | ----- | ----- | ----- | ----- | ----- | ----- | ----- | ----- |
| 人口數 | 806  | 725  | 913  | 726  | 1,600 | 2,650 | 3,413 | 3,773 | 5,002 | 6,750 | 7,742 | 8,766 | 8,739 |

## 经济
截止2021年12月，博尔戈共有各类用人单位（包含自雇）2,275家，平均历史为13年，其中99.43%为中小型企业（PME）。（零售）、（金属配件生产）及（电力安装工程）是当地2020年营业额最高的三个企业，分别为24,473,228欧元、16,692,869欧元和14,465,888欧元。

## 财政与居民收入
2019年，博尔戈的财政收入总额为9,459,540欧元，财政支出总额为6,714,110欧元，当年的债务总额为4,581,850欧元。2021年，博尔戈共获得2,250,312欧元的国家财政补助，比上一年减少了0.07%。
2019年，博尔戈的人均月收入总额为2,105欧元，其中高级职员为3,478欧元，低于法国平均水平（4,230欧元）；中级职员为2,402欧元，低于法国平均水平（2,411欧元）；普通职员为1,758欧元，高于法国平均水平（1,740欧元）。
2018年，博尔戈境内的青壮年（15至64岁）失业率为11.1%，当地47.3%的家庭拥有纳税资格，平均纳税3,031欧元，低于法国平均水平（3,910欧元）。

## 社会事务

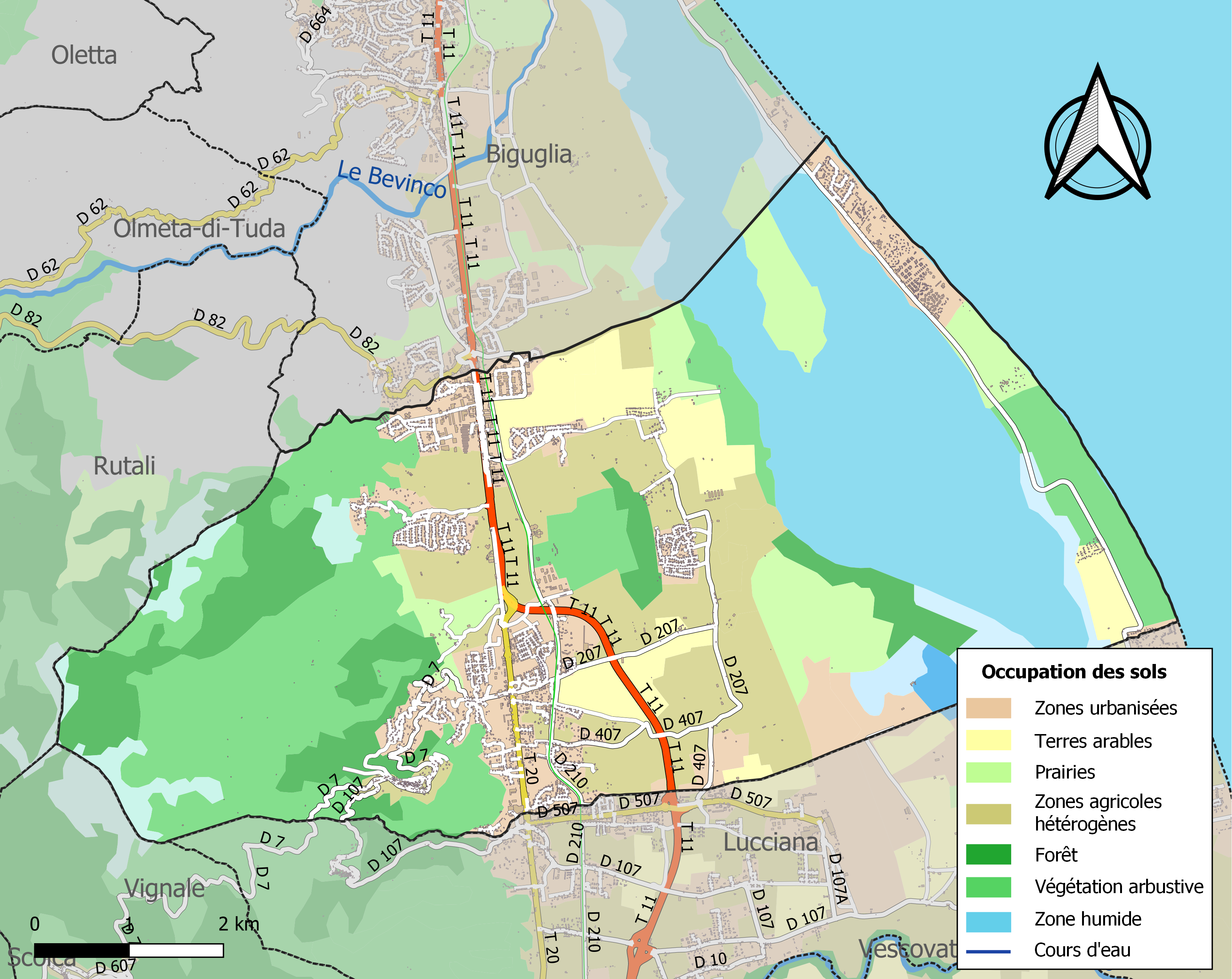
博尔戈土地利用情况地图

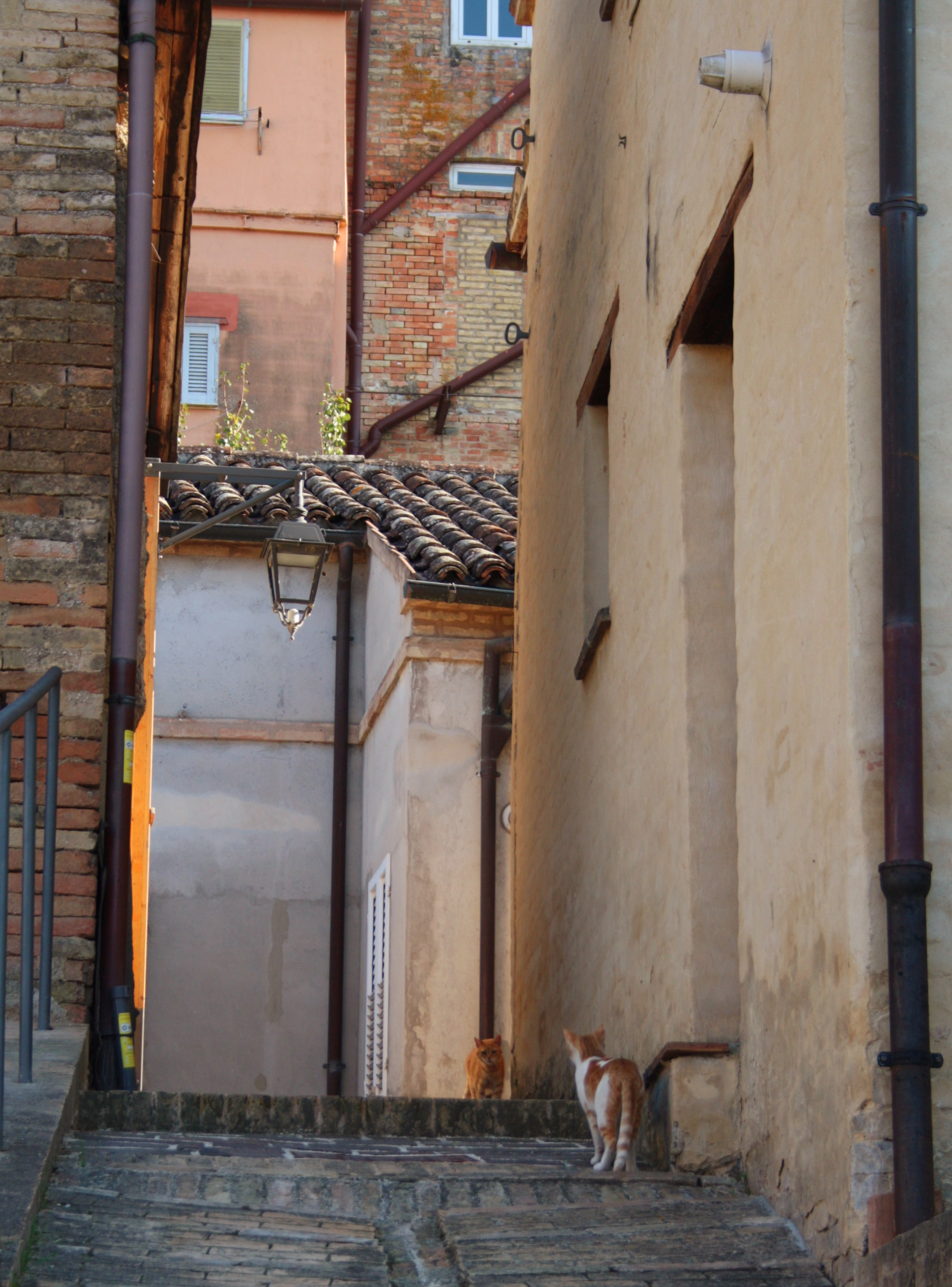
博尔戈市区的一条街道

### 教育
博尔戈属于科西嘉学区。截止2020年1月1日，博尔戈境内共有1所幼儿园、4所小学和1所农业高中。

### 医疗
截止2020年1月1日，博尔戈境内共有全科医生8名、保健师20名、牙医4名、护士65名、眼科医生1名和助产士1名。境内共有药房3家、养老院1家、残疾人帮扶中心1家。
距离博尔戈最近的区域性医疗机构为20公里外的巴斯蒂亚中心医院（Centre Hospitalier de Bastia），其主病区位于巴斯蒂亚市区，设有床位484个，是当地规模最大的公立综合性医院；此外该机构还在巴斯蒂亚设有一个含68个床位的康复中心。

### 住房
2018年，博尔戈境内共有各类住房5,111套，其中62.3%为独立式居民区，37.1%为集中式居民区。常住房屋占博尔戈市镇范围内居民建筑总量的66.9%。
在住房保障政策方面，2020年，博尔戈境内共有714户家庭获得了住房经济补助，受益人数占总人口数量的8.2%，其中664份为房租补助。

### 商业
2019年，博尔戈境内共有各类实体商铺441家，其中餐厅49家、大型超市5家、杂货店4家、面包房5家、肉铺5家、书店4家、装饰品店6家、银行门店4家、美容美发店17家、汽车维修店46家。新城区南部建有开放式商业街区。

### 体育
2020年，博尔戈境内共有1家游泳池、1间体育馆、17处网球场、2处马术场、5处足球或橄榄球场以及1处高尔夫球场。
截至2021年12月，博尔戈境内共有四支注册足球俱乐部。其中巴斯蒂亚-博尔戈足球俱乐部是当地的代表性足球队，其前身博尔戈足球俱乐部成立于1918年，后于2017年与CA巴斯蒂亚合并，2021至2022赛季参加法国全国联赛（法丙），其主场博尔戈综合体育中心（Complexe Sportif de Borgo）位于市区中部，可同时容纳两千名观众。

### 环境
博尔戈的环境事务由其所属的公共社区负责。2019年，博尔戈境内暂无污染企业。

### 治安
2019年，博尔戈市镇范围内共有1处宪兵队。
博尔戈所在地是巴斯蒂亚宪兵总队的管辖范围。2020年，该宪兵总队辖区内共99个市镇累计发生各类案件1,749起，其中盗窃类案件681起，经济类案件318起，毒品交易类案件86起。

## 文化

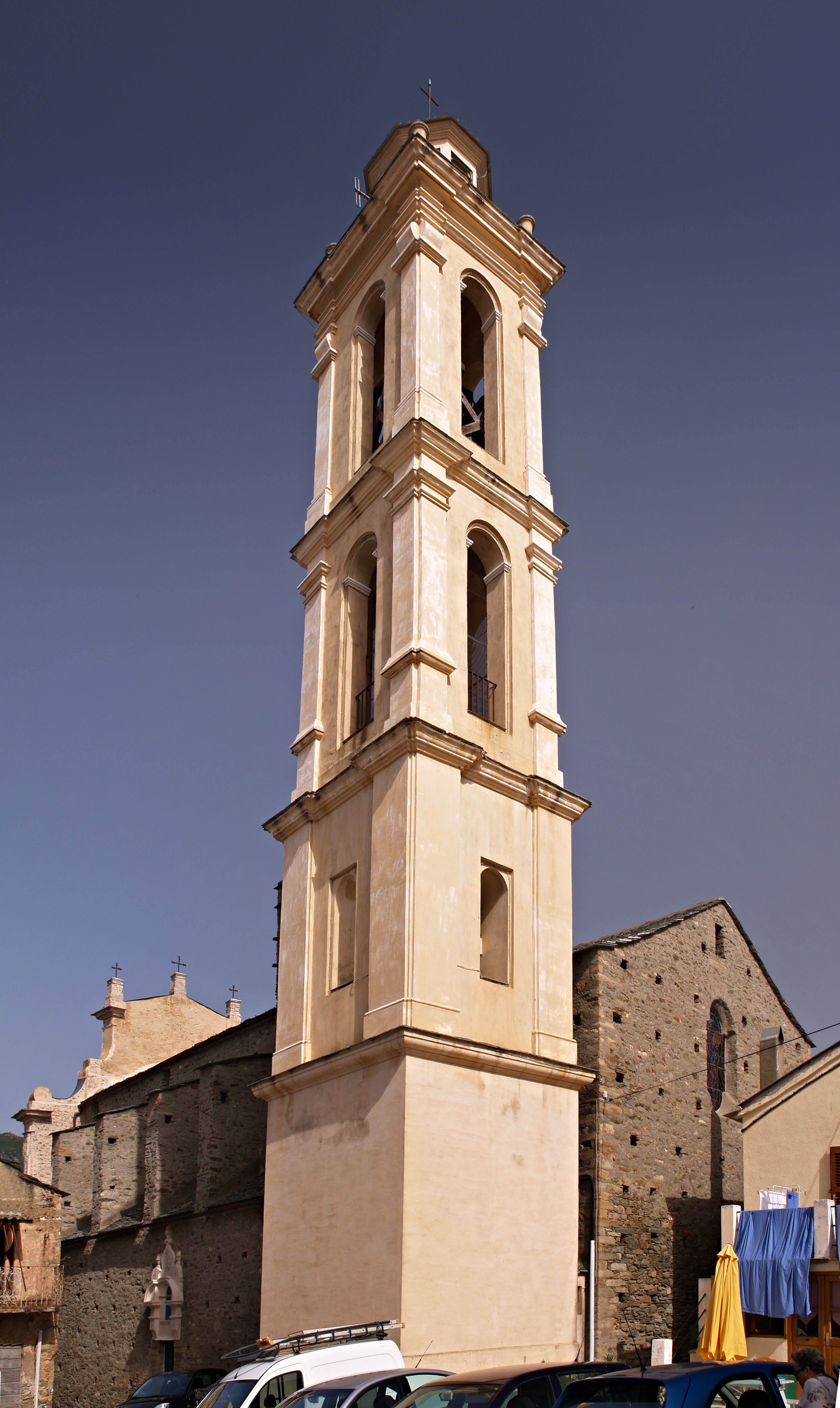
宣礼塔

2020年，博尔戈境内暂无任何文化设施。博尔戈市政府提供多媒体中心，向公众全年开放。

### 建筑
博尔戈境内有多处历史建筑，其中博尔戈宣礼教堂（Église de l'Annonciation de Borgo）是当地的地标性建筑物，也是法国国家文物保护单位。

### 旅游
博尔戈的旅游事务由其所属的公共社区负责。2021年，博尔戈境内共有1家酒店共计65间房间；另有1个露营地，可容纳共183辆露营车。

### 媒体
法国主要的媒体均可在博尔戈接收，法国电视三台下属的科西嘉大区频道在部分时段播出博尔戈所属区域的地方新闻。

## 友好城市
截至2021年11月，博尔戈暂未建立任何友好城市关系。